# Bertrand Renouvin
Pour les articles homonymes, voir Renouvin.
Bertrand Renouvin, né le 15 juin 1943, est un homme politique français. Il est notamment candidat royaliste à l'élection présidentielle de 1974, où il réunit 0,17 % des voix.

## Biographie

### Origines et formation
Bertrand Renouvin est le fils de Mireille et de Jacques Renouvin (1905-1944), héros de la Résistance mort en déportation, et le neveu de Pierre Renouvin (1893-1974). Il naît à la prison de la Santé, où sa mère était incarcérée.
Diplômé de l'Institut d'études politiques de Paris (promotion 1968) et diplômé d'études approfondies en philosophie, il soutient en 1973 une thèse de doctorat en histoire du droit.

### Carrière
Royaliste depuis son adolescence, comme son père[réf. nécessaire], Bertrand Renouvin est l’un des fondateurs de la Nouvelle Action française (NAF), devenue depuis la Nouvelle Action royaliste (NAR), mouvement monarchiste orléaniste de gauche. Il se dit désormais[Quand ?] proche du gaullisme originel et d’un antifascisme issu de la Résistance.
Candidat à l’élection présidentielle de 1974, il obtient 0,17 % des suffrages exprimés au premier tour, arrivant en dixième position sur un total de douze candidats.
À partir du milieu des années 1970, il est proche du prétendant orléaniste au trône de France, Henri d’Orléans (1908-1999), comte de Paris, et appelle avec lui à voter en 1981 pour François Mitterrand, qui le nomme par la suite au Conseil économique et social.
Lors de l'élection présidentielle française de 2002, il soutient la candidature de Jean-Pierre Chevènement, seul souverainiste capable à ses yeux de rassembler les bonnes volontés de gauche comme de droite pour « redonner à la France sa place dans le monde et en finir avec les hommes sans conviction qui nous gouvernent ». En 2012 et 2017, il appelle, au premier tour, les royalistes à se rallier à la candidature de Nicolas Dupont-Aignan.
Il signe régulièrement des éditoriaux dans le bimensuel du mouvement intitulé Royaliste, dans lesquels il professe une pensée hostile au néo-libéralisme.

## Publications

### Ouvrages
- Le Projet royaliste, Paris, Institut de politique nationale, Paris, 1973
- Le Désordre établi, Paris, Stock, 1974
- La République au Roi dormant, Paris, Hachette, 1985
- La Révolution tranquille, Paris, éd. Royaliste, 1981
- Charles Maurras, l'Action française et la question sociale[11], Paris, éd. Royaliste, coll. « Lys rouge », 1982 (BNF 34738349)
- Les Enfants de Kropotkine, Paris, Ramsay/de Cortanze, 1990  (ISBN 2-85956-822-0)
- L'Amour discret de la patrie, essai, Paris, Ramsay/de Cortanze, 1992  (ISBN 2-84041-000-1)
- Derniers jours avant la révolution, Paris, J.-C. Lattès, coll. « Convictions », 1994  (ISBN 2-7096-1475-8)
- Le Royalisme : histoire et actualité, Paris, Economica, coll. « Mieux connaître », 1997  (ISBN 2-7178-3429-X)
- Une tragédie bien française : le Front national contre la nation, Paris, Ramsay, 1997  (ISBN 2-84114-341-4)
- Les Bourgeois du crépuscule, Paris, Arléa, 1998  (ISBN 2-86959-420-8)
- Le Krach de l'euro, en collaboration avec Sylvie Fernoy, Monaco et Paris, Éditions du Rocher, 2001  (ISBN 2-268-04111-5)
- La Nation et l’Universel. 40 ans de débats dans Royaliste, Paris, IFCCE, coll. « Cité », 2015  (ISBN 978-2-9554728-0-4)
- Vichy, Londres et la France, Paris, coll. « Le Poing sur la table », éditions du Cerf, 2018  (ISBN 978-2-204-12620-5) Prix Robert-Christophe des écrivains combattants.
- Pierre-Yves Rougeyron (dir.)[12], Pourquoi combattre ?, Éditions Perspectives Libres, Paris, Janvier 2019, 991 pages  (ISBN 979-1090742-482).

### Rapports
Tous publiés par la direction des journaux officiels, Paris.
- « L'utilité économique et commerciale de la langue française », séances des 29 et 30 mars 1989, rapport présenté au Conseil économique et social par M. Bertrand Renouvin
- « Les relations culturelles entre la France et l'Europe centrale et orientale », séances des 8 et 9 décembre 1992 du Conseil économique et social, rapport présenté par M. Bertrand Renouvin
- « Les relations économiques entre la France et l'Europe centrale et orientale », séances des 26 et 27 avril 1994, rapport présenté par M. Bertrand Renouvin